# Circuito del Montjuïc
Il circuito di Montjuïc era un circuito cittadino motociclistico disegnato all'interno dell'omonimo parco sito nella città di Barcellona. Ha ospitato quattro edizioni del Gran Premio di Spagna di Formula 1 (nel 1969, nel 1971, nel 1973 e nel 1975) e diciassette del Gran Premio di Spagna del Motomondiale (dal 1951 al 1955, dal 1961 al 1968, nel 1970, nel 1972, nel 1974 e nel 1976), in aggiunta al Gran Premio automobilistico del "Penya Rhin" (dal nome del club locale organizzatore), disputato negli anni trenta.

## Storia
Il circuito venne utilizzato per la prima volta nel 1932 per una gara motociclistica e in seguito venne utilizzato a più riprese anche per gare di automobili.
L'edizione del 1975 venne funestata da un grave incidente, dopo che già nei giorni precedenti vi erano state grandi polemiche in merito alla sicurezza, soprattutto per quel che riguardava i guard-rail. La Hill di Rolf Stommelen piombò tra la folla durante il sedicesimo giro quando era in testa; l'incidente provocò quattro morti e sei feriti. La gara venne interrotta dopo altri quattro giri e la vittoria venne assegnata a Jochen Mass, mentre Lella Lombardi conquistò mezzo punto, la prima e l'unica donna ad aver ottenuto dei punti nel mondiale di Formula 1.
Dopo l'incidente venne definitivamente abbandonato dalla massima serie, ma fu utilizzato da altre categorie, come la Formula TT motociclistica (antesignana della Superbike) che vi corse nel 1985 e 1986. Più longeva della Formula 1 e del Motomondiale, la gara che ha disputato più edizioni su questo tracciato è stata la 24 Ore del Montjuïc, che si è tenuta per ben 32 edizioni, dal 1955 al 1986.

## Il tracciato
Il Parco del Montjuïc è collocato su una collina e il circuito si sviluppava sul lato settentrionale di quest'ultima. Il disegno del tracciato, che misurava 3.791 metri, è rimasto praticamente invariato nel corso degli anni e partiva dalla Recta de Las Fuentes, posta alla base della collina, per poi salire lungo larghe strade e curvoni veloci come La Pèrgola, Poble Espanyol e Sant Jordi (fino alla cima della collina), passando vicino allo Stadio Olimpico, dove il circuito scollinava per rituffarsi verso il traguardo. Da questo punto in poi una ripida discesa (che comprendeva i tornanti El Angulo de Miramar, Rosaleda e Font del Gat oltre che le curve Teatro Griego e Vias), raggiungeva l'ultima curva, una secca curva a 90° denominata Guàrdia Urbana.
Le uniche variazioni al circuito si sono avute nel 1951 e 1952 quando, per conformarsi ai nuovi regolamenti della FIM, per le gare motociclistiche furono allestiti due tracciati differenti, da 6.033 metri e da 4.205 metri. Essi si differenziavano dal disegno precedente in quanto da Plaça de Sant Jordi utilizzavano viali differenti nella zona alta della collina, girando intorno allo stadio e riprendendo il vecchio tracciato al tornante El Angulo de Miramar, mentre la Formula 1 spostò la linea del traguardo, portandola nei pressi dello stadio a partire dal 1966. Una targa, posta nei pressi del Museo Olimpico e dello Sport, vicino allo Stadio olimpico Lluís Companys, ne ricorda il percorso.